# Liste von Burgen, Schlössern und Festungen im Département Drôme
Die Liste von Burgen, Schlössern und Festungen im Département Drôme listet bestehende und abgegangene Anlagen im Département Drôme auf. Das Département zählt zur Region Auvergne-Rhône-Alpes in Frankreich.

Wappen des Départements Drôme (26)
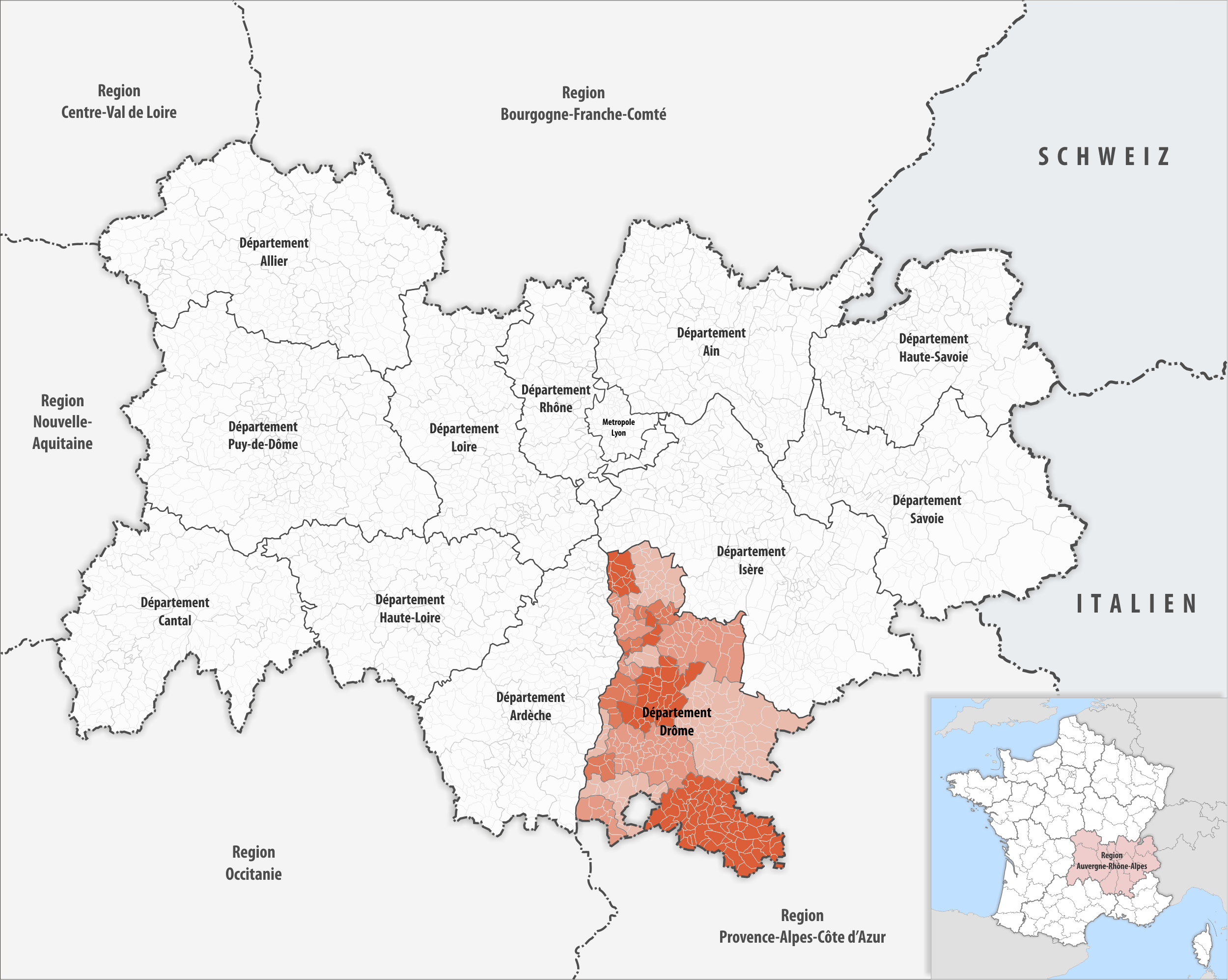
Lage des Départements Drôme in der Region Auvergne-Rhône-Alpes
Lage der Region Auvergne-Rhône-Alpes in Frankreich

## Liste
Bestand am 29. November 2022: 160
| Name deu / fra                                                                    | Gemeinde / Lage                                 | Typ (Untertyp)          | Bemerkungen                                                                                              | Bild |
| --------------------------------------------------------------------------------- | ----------------------------------------------- | ----------------------- | --- | ---- |
| Schloss Les Adhémar Château des Adhémar                                           | Montélimar 44,559154° N, 4,754288° O            | Schloss                 | |      |
| Burg Aix-en-Diois Château d'Aix-en-Diois                                          | Aix-en-Diois                                    | Burg                    | Ruine |      |
| Schloss Alançon Château d'Alançon                                                 | Roche-Saint-Secret-Béconne                      | Schloss                 | |      |
| Burg Alançon Tour d'Alançon                                                       | Roche-Saint-Secret-Béconne                      | Burg (Turm)             | Nur der Donjon (Wohnturm) ist als Ruine erhalten                                                         |      |
| Burg Albon Château d'Albon                                                        | Albon 45,248444° N, 4,870528° O                 | Burg                    | Ruine |      |
| Burg Alixan Château d'Alixan                                                      | Alixan                                          | Burg                    | Die Burg wurde im Laufe der Zeit stark verändert und beherbergt heute das Rathaus (Mairie).              |      |
| Burg Allan Château d'Allan                                                        | Allan                                           | Burg                    | Ruine |      |
| Burg Ancône Château d'Ancône                                                      | Ancône                                          | Burg                    | Abgegangen                                                                                               |      |
| Burg Les Arnaud Château des Arnaud                                                | Chastel-Arnaud                                  | Burg                    | Ruine |      |
| Schloss Aubres Château d'Aubres                                                   | Aubres                                          | Schloss                 | Heute ein Hotel                                                                                          |      |
| Burg Aulan Château d'Aulan                                                        | Aulan 44,222283° N, 5,42834° O                  | Burg                    | |      |
| Schloss Autichamp Château d'Autichamp                                             | Autichamp                                       | Schloss                 | |      |
| Burg Barcelonne Château de Barcelonne                                             | Barcelonne                                      | Burg                    | Ruine |      |
| Schloss Barral Château de Barral                                                  | Hauterives                                      | Schloss                 | |      |
| Burg La Baume-de-Transit Château de La Baume-de-Transit                           | La Baume-de-Transit                             | Burg                    | Ruine |      |
| Burg Beaurières Château de Beaurières                                             | Beaurières                                      | Burg                    | Ruine |      |
| Schloss Beausemblant Château de Beausemblant                                      | Beausemblant                                    | Schloss                 | |      |
| Schloss Bimard Château de Bimard                                                  | Chabeuil                                        | Schloss                 | |      |
| Burg der Bischöfe von Die Château des évêques de Die                              | Bourdeaux                                       | Burg                    | Ruine |      |
| Schloss der Bischöfe von Valence Château des évêques de Valence                   | Montvendre                                      | Schloss                 | |      |
| Burg Blacon Tour de Blacon                                                        | Roche-Saint-Secret-Béconne                      | Burg (Turm)             | |      |
| Schloss La Borie Château de la Borie                                              | Suze-la-Rousse                                  | Schloss                 | Weingut «Château La Borie»                                                                               |      |
| Schloss Le Bouchet Château du Bouchet                                             | Valherbasse                                     | Schloss                 | |      |
| Schloss Braudoulle Château Braudoulle                                             | Laveyron                                        | Schloss                 | |      |
| Schloss La Bretonnière Château de la Bretonnière                                  | Mureils                                         | Schloss                 | |      |
| Burg Chabrillan Château de Chabrillan                                             | Chabrillan                                      | Burg                    | Ruine |      |
| Burg Chalancon Château de Chalancon                                               | Chalancon                                       | Burg                    | Ruine |      |
| Burg Chamaret Château de Chamaret                                                 | Chamaret 44,395° N, 4,8825° O                   | Burg                    | Ruine |      |
| Burg La Charce Château de La Charce                                               | La Charce                                       | Burg                    | |      |
| Burg Charmes Château de Charmes                                                   | Charmes-sur-l’Herbasse                          | Burg                    | |      |
| Schloss Chartroussas Château Chartroussas                                         | La Garde-Adhémar                                | Schloss (Weingut)       | |      |
| Schloss Châteaudouble Château de Châteaudouble                                    | Châteaudouble                                   | Schloss                 | |      |
| Burg Châteauneuf-de-Mazenc Château de Châteauneuf-de-Mazenc                       | La Bégude-de-Mazenc                             | Burg                    | Ruine |      |
| Burg Châteauroux Château de Châteauroux                                           | Peyrins                                         | Burg                    | Ruine |      |
| Schloss Le Châtelard Château du Châtelard                                         | Hauterives                                      | Schloss                 | |      |
| Burg La Cheysserie Château de la Cheysserie (Château des Tourettes)               | Les Tourrettes                                  | Burg                    | Ruine |      |
| Schloss Le Cheylard Château du Cheylard                                           | Eygluy-Escoulin                                 | Schloss                 | |      |
| Schloss Claude de Tournon Château de Claude de Tournon                            | Donzère                                         | Schloss                 | Claude de Tournon war Bischof von Viviers von 1498 bis 1542.                                             |      |
| Schloss Clavel Château de Clavel                                                  | Étoile-sur-Rhône                                | Schloss                 | |      |
| Schloss Collonges Château de Collonges                                            | Saint-Donat-sur-l’Herbasse                      | Schloss                 | |      |
| Schloss Le Combet Château Le Combet                                               | La Répara-Auriples                              | Schloss                 | |      |
| Schloss Comps Château de Comps                                                    | Comps                                           | Schloss                 | |      |
| Burg Crest Tour de Crest                                                          | Crest 44,730287° N, 5,023885° O                 | Burg (Turm)             | Nur der Donjon (Wohnturm) ist erhalten, der aber mit 52 m der höchste von Frankreich ist (ab Erdniveau). |      |
| Schloss La Croix Château de la Croix                                              | Hostun                                          | Schloss                 | |      |
| Schloss Le Cros Château du Cros                                                   | Anneyron                                        | Schloss                 | |      |
| Schloss Diane de Poitiers Château de Diane de Poitiers (Château de Saint-Vallier) | Saint-Vallier 45,179306° N, 4,817139° O         | Schloss                 | Diana von Poitiers († 1566), eine Mätresse Heinrichs II., wurde 1499 oder 1500 hier geboren.             |      |
| Schloss Divajeu Château de Divajeu                                                | Divajeu                                         | Schloss                 | |      |
| Burg Donzère Château de Donzère                                                   | Donzère                                         | Burg                    | Ruine |      |
| Stadtbefestigung Donzère Ville fortifiée de Donzère                               | Donzère                                         | Burg (Stadtbefestigung) | |      |
| Schloss Le Double Château du Double                                               | Lens-Lestang                                    | Schloss                 | |      |
| Burg Les Dupuy-Montbrun Château des Dupuy-Montbrun                                | Montbrun-les-Bains                              | Burg                    | Ruine |      |
| Burg Les Escalin Château des Escalin                                              | La Garde-Adhémar                                | Burg                    | Ruine |      |
| Motte Espeluche Motte castrale de Espeluche                                       | Espeluche                                       | Burg (Motte)            | |      |
| Schloss L’Estagnol Château L'Estagnol                                             | Suze-la-Rousse                                  | Schloss                 | |      |
| Schloss Eurre Château d'Eurre                                                     | Eurre                                           | Schloss                 | |      |
| Schloss Eurre Château d'Eurre                                                     | Saou                                            | Schloss                 | |      |
| Schloss Eygluy-Escoulin Château d'Eygluy-Escoulin                                 | Eygluy-Escoulin                                 | Schloss                 | |      |
| Schloss Feraillon Château de Feraillon                                            | Alixan                                          | Schloss                 | |      |
| Burg La Gabelle Château de la Gabelle                                             | Ferrassières                                    | Burg                    | |      |
| Schloss Gatelet Château de Gatelet                                                | Peyrins                                         | Schloss                 | |      |
| Schloss Genas Château de Genas                                                    | Cléon-d’Andran 44,611944° N, 4,936388° O        | Schloss                 | |      |
| Schloss Génissieux Château de Génissieux                                          | Génissieux                                      | Schloss                 | |      |
| Schloss Gigors-et-Lozeron Château de Gigors-et-Lozeron                            | Gigors-et-Lozeron                               | Schloss                 | |      |
| Schloss Giller Château de Giller                                                  | Génissieux                                      | Schloss                 | |      |
| Schloss Les Gipières Château des Gipières                                         | Montbrun-les-Bains                              | Schloss                 | |      |
| Schloss Gontardes Château de Gontardes                                            | Chabeuil                                        | Schloss                 | |      |
| Schloss Gouvernet Château de Gouvernet                                            | Saint-Sauveur-Gouvernet                         | Schloss                 | |      |
| Burg der Grafen von Poitiers Château des comtes de Poitiers                       | Bourdeaux 44,516093° N, 5,020752° O             | Burg                    | Ruine |      |
| Schloss Grane Château de Grane                                                    | Grane                                           | Schloss                 | |      |
| Schloss Grignan Château de Grignan                                                | Grignan 44,4202° N, 4,9088° O                   | Schloss                 | |      |
| Schloss Le Haut-Livron Château du Haut-Livron                                     | Livron-sur-Drôme                                | Schloss                 | |      |
| Schloss Hauterives Château de Hauterives                                          | Hauterives                                      | Schloss                 | |      |
| Schloss L’Isle Château de l'Isle                                                  | Allex                                           | Schloss                 | |      |
| Burg Jansac Château de Jansac                                                     | Recoubeau-Jansac                                | Burg                    | Abgegangen                                                                                               |      |
| Schloss Joyeuse Château de Joyeuse                                                | Lapeyrouse-Mornay                               | Schloss                 | |      |
| Schloss Lachau Château de Lachau                                                  | Lachau                                          | Schloss                 | |      |
| Schloss Lalo Château de Lalo                                                      | Espeluche                                       | Schloss                 | |      |
| Schloss Larnage Château de Larnage                                                | Anneyron                                        | Schloss                 | |      |
| Burg Larnage Château de Larnage                                                   | Larnage 45,09863° N, 4,854008° O                | Burg                    | |      |
| Schloss Lastic Château de Lastic                                                  | Saou                                            | Schloss                 | |      |
| Schloss La Laupie Château de La Laupie                                            | La Laupie                                       | Schloss                 | |      |
| Burg Laval-d’Aix Château de Laval-d'Aix                                           | Laval-d’Aix                                     | Burg                    | |      |
| Schloss Loubet Château Loubet                                                     | La Bégude-de-Mazenc                             | Schloss                 | War Wohnsitz des französischen Staatspräsidenten Émile Loubet                                            |      |
| Burg Mantaille Château de Mantaille                                               | Anneyron                                        | Burg                    | Ruine |      |
| Burg Marsanne Château de Marsanne                                                 | Marsanne                                        | Burg                    | Ruine |      |
| Burg Mercurol Tour de Mercurol                                                    | Mercurol 45,077197° N, 4,894024° O              | Burg                    | Ruine |      |
| Schloss Messance Château Messance                                                 | Génissieux                                      | Schloss                 | |      |
| Schloss Miribel Château de Miribel (Château Deveau)                               | Valherbasse                                     | Schloss                 | |      |
| Turm Miribel Tour de Miribel                                                      | Valherbasse                                     | Burg (Turm)             | |      |
| Schloss Le Molard Château du Molard                                               | Beausemblant                                    | Schloss                 | |      |
| Schloss Montalivet Château de Montalivet                                          | Montmeyran                                      | Schloss                 | |      |
| Burg Montchenu Château de Montchenu                                               | Montchenu                                       | Burg                    | Ruine |      |
| Schloss Montéléger Château de Montéléger                                          | Montéléger                                      | Schloss                 | |      |
| Schloss Montjoux Château de Montjoux                                              | Montjoux                                        | Schloss                 | |      |
| Schloss Montluisant Château de Montluisant                                        | Marsanne                                        | Schloss                 | |      |
| Burg Montmeyran Château de Montmeyran                                             | Montmeyran                                      | Burg                    | Ruine |      |
| Schloss Montoison Château de Montoison                                            | Montoison                                       | Schloss                 | |      |
| Burg Montrond Château de Montrond                                                 | Plan-de-Baix                                    | Burg                    | |      |
| Schloss Montségur-sur-Lauzon Château de Montségur-sur-Lauzon                      | Montségur-sur-Lauzon                            | Schloss                 | |      |
| Burg Le Mottet Château du Mottet                                                  | Hostun                                          | Burg (Motte)            | Abgegangen                                                                                               |      |
| Burg La Motte Château de la Motte                                                 | Peyrins                                         | Burg (Motte)            | Abgegangen, lag auf einem Sandsteinhügel                                                                 |      |
| Schloss Le Mouchet Château du Mouchet                                             | Épinouze                                        | Schloss                 | |      |
| Schloss Neyrieu Château de Neyrieu                                                | Chabeuil                                        | Schloss                 | |      |
| Burg Nyons Château Vieux de Nyons                                                 | Nyons                                           | Burg                    | |      |
| Burg Pellafol Château de Pellafol (Tour de Pellafol)                              | Barbières                                       | Burg (Turm)             | |      |
| Schloss Pergaud Château de Pergaud                                                | Allex                                           | Schloss                 | |      |
| Schloss La Pérouze Château de la Pérouze                                          | Saint-Sorlin-en-Valloire                        | Schloss                 | |      |
| Schloss Piégros Château de Piégros                                                | Piégros-la-Clastre                              | Schloss                 | |      |
| Schloss Pizançon Château de Pizançon                                              | Chatuzange-le-Goubet                            | Schloss                 | |      |
| Schloss Le Plan Château du Plan                                                   | Ferrassières                                    | Schloss                 | |      |
| Schloss Poët-Célard Château de Poët-Célard                                        | Le Poët-Célard                                  | Schloss                 | |      |
| Schloss Poët-Laval Château de Poët-Laval                                          | Le Poët-Laval                                   | Schloss                 | |      |
| Schloss Les Poitiers Château des Poitiers                                         | Étoile-sur-Rhône                                | Schloss                 | |      |
| Burg Pontaix Château de Pontaix                                                   | Pontaix 44,582763° N, 5,132463° O               | Burg                    | Ruine |      |
| Schloss Puygiron Château de Puygiron                                              | Puygiron                                        | Schloss                 | |      |
| Schloss Ramières Château de Ramières                                              | Allex                                           | Schloss                 | |      |
| Burg Ratier Château Ratier                                                        | Venterol                                        | Burg                    | Ruine |      |
| Burg Ratières Tour de Ratières                                                    | Ratières 45,185278° N, 4,972778° O              | Burg (Turm)             | Ruine |      |
| Schloss Recoubeau Château de Recoubeau                                            | Recoubeau-Jansac                                | Schloss                 | |      |
| Burg Reilhanette Château de Reilhanette                                           | Reilhanette                                     | Burg                    | Ruine |      |
| Schloss La Roche-Saint-Secret-Béconne Château de La Roche-Saint-Secret-Béconne    | Roche-Saint-Secret-Béconne                      | Schloss                 | |      |
| Burg La Roche-sur-le-Buis Château de La Roche-sur-le-Buis                         | La Roche-sur-le-Buis                            | Burg                    | Ruine |      |
| Turm Rochebrune Tour de Rochebrune                                                | Rochebrune                                      | Burg (Turm)             | Das Burgareal ist heute der Gemeindefriedhof                                                             |      |
| Burg Rochechinard Château de Rochechinard                                         | Rochechinard 45,030556° N, 5,24° O              | Burg                    | Ruine |      |
| Schloss Rochefort Château de Rochefort                                            | Rochefort-Samson                                | Schloss                 | |      |
| Burg Rochefort-en-Valdaine Château de Rochefort-en-Valdaine                       | Rochefort-en-Valdaine 44,511111° N, 4,854167° O | Burg                    | Aus dem 12. Jahrhundert, Ruine                                                                           |      |
| Schloss Rochegude Château de Rochegude                                            | Rochegude                                       | Schloss                 | Heute ein Hotel                                                                                          |      |
| Schloss La Rolière Château La Rolière                                             | Livron-sur-Drôme 44,776858° N, 4,875746° O      | Schloss (Weingut)       | |      |
| Burg Rompu Château Rompu                                                          | Châteaudouble                                   | Burg                    | Ruine |      |
| Schloss La Ronceraie Château de la Ronceraie                                      | Laveyron                                        | Schloss                 | Heute das Rathaus (Mairie)                                                                               |      |
| Schloss Rouanne Château de Rouanne                                                | Vinsobres                                       | Schloss                 | Weingut                                                                                                  |      |
| Burg Roussas Château de Roussas                                                   | Roussas                                         | Burg                    | |      |
| Schloss Rousset-les-Vignes Château de Rousset-les-Vignes                          | Rousset-les-Vignes                              | Schloss                 | |      |
| Schloss Rozier Château de Rozier                                                  | Chabeuil                                        | Schloss                 | |      |
| Schloss Saint-André Château de Saint-André                                        | Le Poët-Célard 44,587578° N, 5,107999° O        | Schloss                 | |      |
| Schloss Saint-Ange Château Saint-Ange                                             | Étoile-sur-Rhône                                | Schloss                 | |      |
| Schloss Saint-Ferréol Château de Saint-Ferréol                                    | Pont-de-Barret                                  | Schloss                 | |      |
| Schloss Saint-Martin Château de Saint-Martin                                      | Hostun                                          | Schloss                 | |      |
| Schloss Saint-Pierre Château Saint-Pierre                                         | Chabeuil                                        | Schloss                 | |      |
| Schloss Saint-Romain Château de Saint-Romain                                      | Espeluche                                       | Schloss                 | |      |
| Burg Sainte-Jalle Château de Sainte-Jalle                                         | Sainte-Jalle                                    | Burg                    | |      |
| Schloss Saleton Château de Saleton                                                | Anneyron                                        | Schloss                 | |      |
| Schloss Salle Château de Salle                                                    | Aix-en-Diois                                    | Schloss                 | |      |
| Schloss La Sallemard Château de la Sallemard                                      | Peyrins                                         | Schloss                 | |      |
| Schloss La Saône Château de la Saône                                              | Lens-Lestang                                    | Schloss                 | |      |
| Burg Sauzet Château de Sauzet                                                     | Sauzet                                          | Burg                    | Abgegangen                                                                                               |      |
| Schloss Senaud Château de Senaud                                                  | Albon                                           | Schloss                 | |      |
| Schloss Serre-de-Parc Château de Serre-de-Parc                                    | Savasse                                         | Schloss                 | |      |
| Schloss La Sizeranne Château de La Sizeranne                                      | Beausemblant                                    | Schloss                 | |      |
| Burg Soyans Château de Soyans                                                     | Soyans 44,627611° N, 5,021771° O                | Burg                    | Ruine |      |
| Burg Suze-la-Rousse Château de Suze-la-Rousse                                     | Suze-la-Rousse 44,287363° N, 4,836559° O        | Burg                    | |      |
| Schloss Triors Château de Triors                                                  | Triors                                          | Schloss                 | Aus dem 18. Jahrhundert, heute Teil der Klosteranlagen                                                   |      |
| Burg Vachères Château de Vachères                                                 | Montclar-sur-Gervanne                           | Burg                    | |      |
| Schloss Vaugelas Château de Vaugelas                                              | Alixan                                          | Schloss                 | |      |
| Schloss Vaugelas Château de Vaugelas                                              | Valdrôme                                        | Schloss                 | |      |
| Schloss Veaunes Château de Veaunes                                                | Veaunes 45,08586° N, 4,918332° O                | Schloss                 | |      |
| Burg Verclause Château de Verclause                                               | Verclause                                       | Burg                    | Ruine |      |
| Burg Vercoiran Château de Vercoiran                                               | Vercoiran                                       | Burg                    | Ruine |      |
| Schloss Véronne Château de Véronne                                                | Vinsobres                                       | Schloss                 | |      |
| Schloss Villefranche-le-Château Château de Villefranche-le-Château                | Villefranche-le-Château                         | Schloss                 | |      |